# Sporisorium cymbicum
Sporisorium cymbicum är en svampart som beskrevs av Vánky 2003. Sporisorium cymbicum ingår i släktet Sporisorium och familjen Ustilaginaceae.   Inga underarter finns listade i Catalogue of Life.